# Billete de diez quetzales
El billete de diez quetzales (Q.10) es un billete de quetzal. Es el tercer billete de menor valor en circulación actualmente en Guatemala, se ha utilizado desde 1929 cuando fue creado por primera vez el billete de esa denominación, en ese momento era el cuarto de menor valor, es de color rojizo.
Tiene el retrato del Presidente, Miguel García Granados, en el anverso, y en el reverso el pleno de la Asamblea Legislativa de 1872.

## Historia

### Primer diseño
El primer billete se emitió el 21 de diciembre de 1929 y contenía en el anverso la imagen del general José María Orellana en la parte izquierda. El billete tenía el nombre del Banco Central de Guatemala, creado en 1924.
Segundo diseño
A partir del 1 de enero de 1947 entró en vigor la nueva ley de bancos y el Decreto 528 del Congreso que establecía la Ley de Especies Monetarias en las que se especificaba las denominaciones de billetes que podían emitirse por el Banco de Guatemala. En ese año el tamaño cambió a 156 mm de largo por 67 mm de ancho, en el anverso se representaba un quetzal volando como símbolo de libertad y un grabado de un modelo en yeso del Ara de Tikal o Altar número 5, de una fotografía tomada por Luis Legrand, y un grabado con el valor de la pieza. En el reverso se presentaba un grabado de una escena de la fundación de la Antigua Guatemala que era obra de Julio Urruela. Este billete fue fabricado por la imprenta estadounidense American Bank Note. Estos estuvieron en circulación desde 1948 hasta 1955.

### Tercer diseño
Este diseño se emitió por primera vez en 1956 durante el gobierno de Carlos Castillo Armas. En el anverso siempre se presentó el grabado del Ara de Tikal pero fue trasladado a la derecha, el grabado de la denominación estaba más a la izquierda. En el reverso no se presentaron cambios. Fueron impresas por la compañía británica Waterlow & Sons de Londres. Estuvieron en circulación 1956 hasta 1959. Luego se emitieron en 1959 se emitieron otros que tenían cambios en la tonalidad de las tintas principalmente en el Ara de Tikal y se emitieron hasta 1961.
A partir de 1961 el diseño fue el mismo de 1948 y en 1964 se emitieron los similares al año 1956. Paralelamente estos diseños estuvieron en circulación hasta 1971.

### Cuarto diseño
En 1969 se comenzó a evaluar posibles cambios al diseño de los billetes y se aprobó incluir en el anverso el busto del general Miguel García Granados, presidente de Guatemala después de la Revolución Liberal de 1871; en el reverso se colocó un grabado de la obra «Asamblea Legislativa» del maestro Enrique de León Cabrera. fueron fabricados por Thomas de la Rue y tenían varias tonalidades de color rojo. Comenzaron a circular en 1971 hasta 1983.

### Quinto diseño
En este diseño se realizaron algunos cambios, se mantuvieron detalles de la cultura maya y se colocó una pirámide de Tikal estilizada como respaldo el busto de García Granados, el color rojo tenían muchas tonalidades y color negro como en algunos puntos, el anverso toda la imagen tenía el color rojo; se emitieron desde 1983 hasta 1988. En ese año se emitieron nuevos billetes impresos por Thomas de la Rue con algunos cambios en la tonalidad de los elementos secundario y fondos y bajaron las tonalidades de los colores en los lados del billete, estos se imprimieron hasta 1992. En 1992 se contrató a la compañía francesa Francois Charles Oberthur para imprimir nuevos billetes, en este se mantuvo el diseño y se incluyeron colores en el grabado de la Asamblea Legislativa. emitidos hasta 1994. En 1995 se comenzaron a usar los billetes fabricados por Canadian Bank Note y en 1998 se contrató a la compañía canadiense British American Banknote. En 2003 se contrató a la compañía francesa Francois Charles Oberthur, para la impresión de los billetes bajo la nueva ley monetaria Decreto 17-2002 del Congreso de la República de Guatemala que incluían únicamente la firma del presidente y gerente general del Banco de Guatemala.